# St. Maximilian (Grabenstätt)

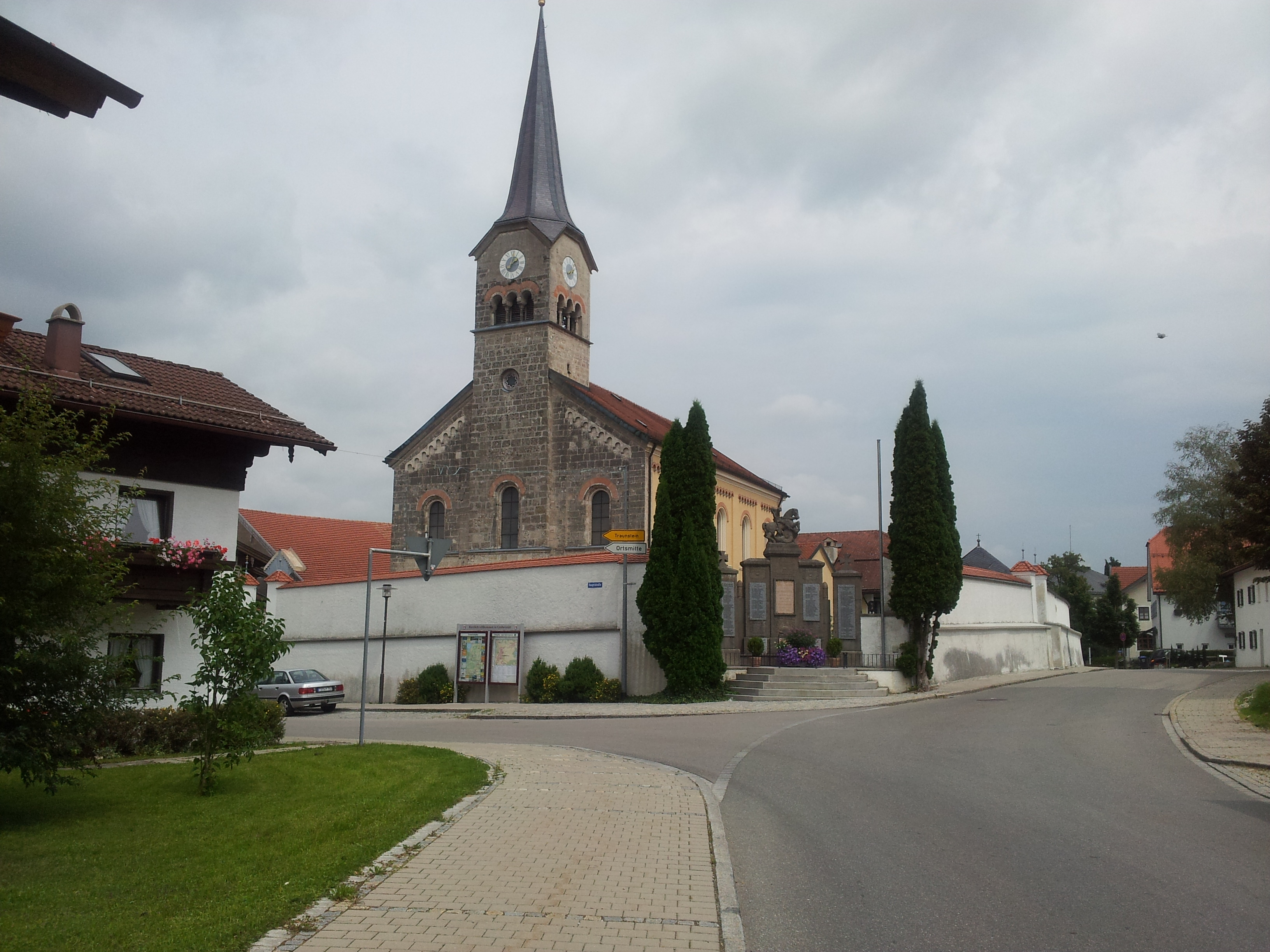
St. Maximilian in Grabenstätt

Die römisch-katholische Pfarrkirche St. Maximilian steht in Grabenstätt, einer Gemeinde im oberbayerischen Landkreis Traunstein. Das Bauwerk ist in der Liste der Baudenkmäler in Grabenstätt unter der Nr. D-1-89-119-10 eingetragen. Die Kirche gehört zum Dekanat Traunstein im Erzbistum München und Freising.

## Beschreibung
Die Saalkirche wurde 1836–49 nach einem Entwurf von Gottfried von Neureuther im neuromanischen Stil erbaut. Sie besteht aus dem Langhaus, dem eingezogenen, dreiseitig geschlossenen Chor im Osten und dem in die Fassade im Westen eingestellten Kirchturm. Chor und Turm stammen vom spätgotischen, 1435 durch Brand beschädigten Vorgängerbau. Das oberste Turmgeschoss enthält hinter den als Triforien gestalteten Klangarkaden den Glockenstuhl. Über den Zifferblättern der Turmuhr erhebt sich ein achtseitiger, spitzer Helm.
Der Innenraum des Langhauses ist mit einer Flachdecke überspannt. Die Kirche wurde 1873–78 vollständig von Max Fürst ausgemalt. Bei der Renovierung 1976–80 wurde die ornamentale Schablonenmalerei rekonstruiert. Die von Max Maerz gebaute Orgel wurde von Frenger & Eder restauriert.